# Užice
Užice (in serbo Ужице?, Užice; in passato Титово Ужице, Titovo Užice) è una città della Serbia Centrale con una popolazione di circa 78 018 abitanti.
La città è il centro amministrativo del distretto di Zlatibor e sorge sulle rive del fiume Đetinja.

## Storia

### Le origini
La regione di Užice venne colonizzata dagli Illiri, in particolare le tribù Parthini e Autariatae, le cui tombe sono state ritrovate nell'area attorno alla città. Nei secoli successivi, la regione venne conquistata dai Romani e annessa all'Impero, divenendo parte della provincia della Dalmazia.

### Il Medioevo e la conquista ottomana
Il Medioevo vide l'arrivo delle prime tribù slave, a cui seguirono i Serbi provenienti dalla Serbia bianca.
Attorno all'1180, il Veliki Župan (gran suppano) Stefano Nemanja annesse Užice allo Stato di Raška (Rascia), che in precedenza era sotto il controllo dello Župan Stracimir. Quando il re di Serbia Dragutin abdicò in favore del fratello Milutin, egli trattenne il controllo dell'area di Užice e ottenne il territorio della Mačva dal re ungherese, grazie a legami di tipo dinastico, nella quale formò il Regno della Sirmia (o Sirmio, in serbo Srem). Alla morte di Dragutin, le sue terre vennero annesse al Regno di Serbia. Dopo la morte dello tsar Stefano Dušan, Užice passò sotto il controllo di Vojislav Vojinović, che venne spodestato con la forza da Nikola Altomanović. Il knez (principe) Lazar di Serbia e Tvrtko I di Bosnia sconfissero Nikola Altomanović, dividendosi la regione. In seguito, la città di Užice venne posta sotto l'autorità unica del knez Lazar.

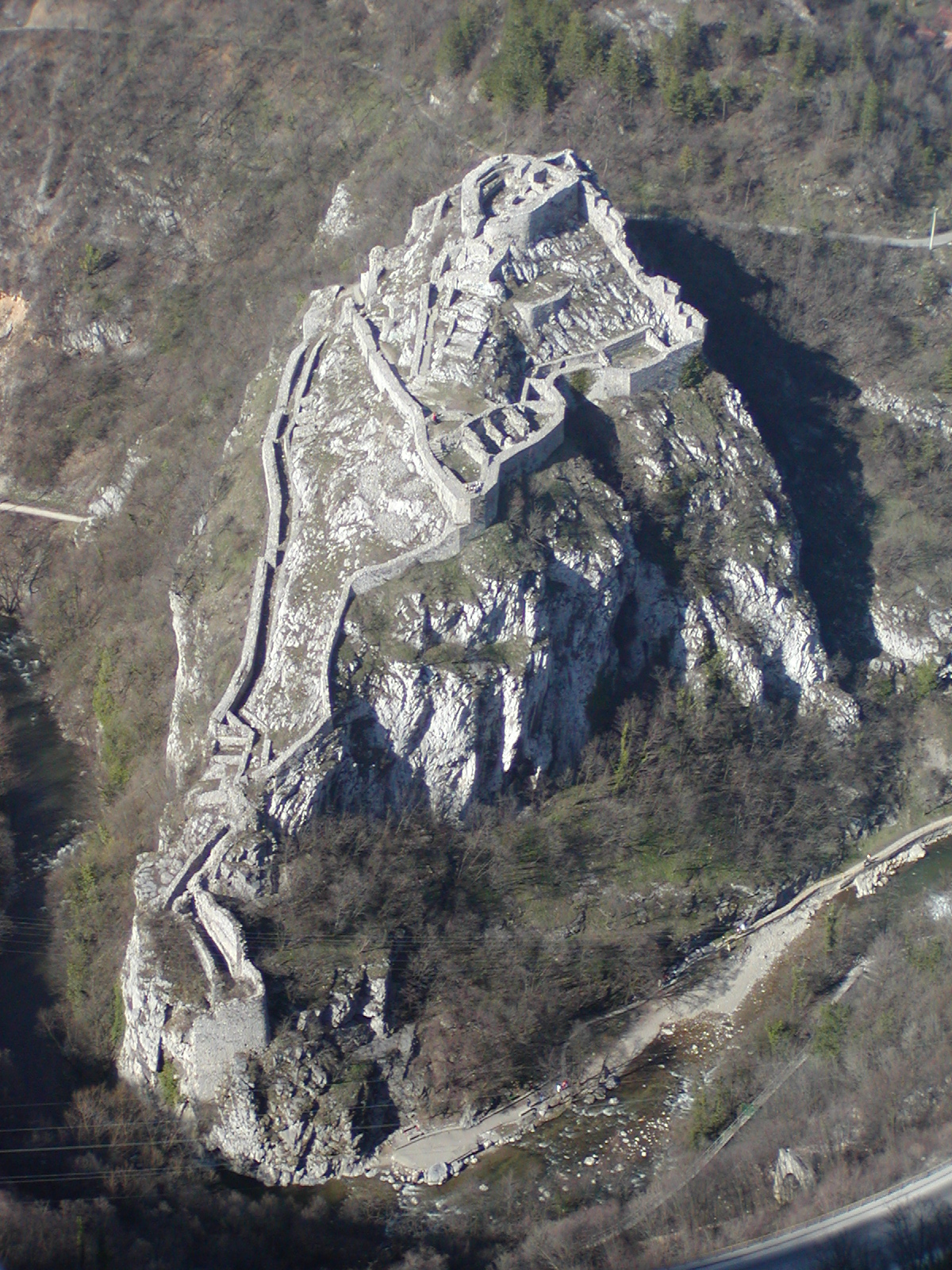
L'antico forte di Užice Stari Grad (letteralmente la Vecchia Città). Venne parzialmente distrutto in una campagna militare contro i Turchi nel gennaio 1863.

Užice divenne parte dell'Impero ottomano nel 1463, inserita all'interno del Pascialato di Belgrado fino al 1807, quando venne liberata dall'esercito serbo durante la Prima rivolta serba.
La città divenne la sede amministrativa ed economica della regione e del distretto, con la presenza di numerosi commercianti e artigiani. Solo verso la fine del XIX secolo iniziò una fase di sviluppo industriale per la città: una piccola fabbrica di coperte e tessuti iniziò la produzione nel 1868, mentre una pelletteria venne fondata nel 1880. Užice divenne la prima città della Serbia dotata di una centrale idroelettrica, costruita sul fiume Đetinja nel 1900.

### La Repubblica di Užice
Nel 1941 Užice venne liberata dall'occupazione nazista dai Partigiani jugoslavi, che scelsero la città come capitale della Repubblica di Užice. La Repubblica divenne un piccolo Stato militare partigiano costituitosi nelle terre liberate nell'autunno del 1941 nella parte occidentale della Serbia, che era divenuta uno Stato fantoccio governata dal generale Milan Nedić.
La Repubblica di Užice si estendeva in parte della Serbia occidentale e contava su una popolazione che superava le 300 000 persone. Era compresa tra la linea fra le città di Valjevo e Bajina Bašta a nord, il fiume Drina a ovest, la Zapadna Morava a est e il Sangiaccato a sud.
In questo periodo le fabbriche e le botteghe artigiane lavoravano soprattutto per soddisfare le esigenze militari. La ferrovia e le infrastrutture stradali erano funzionanti, mentre continuavano ad essere stampati giornali e libri.
Nel novembre 1941, la Wehrmacht rioccupò il territorio attorno alla città e gran parte dei partigiani furono costretti a fuggire verso la Bosnia ed Erzegovina, il Sangiaccato e il Montenegro.

### Nella Jugoslavia socialista
All'interno della Repubblica Federale Socialista di Jugoslavia, costituita dopo la fine della seconda guerra mondiale, Užice venne ribattezzata, come altre sette città della Federazione, Titovo Užice in onore del leader jugoslavo Josip Broz Tito. Dal 1992, con il collasso della Jugoslavia socialista, il prefisso Titovo (di Tito) è stato rimosso, e la città ha riassunto il nome originario di Užice.
Nel periodo socialista, la città ha goduto di significativi investimenti in infrastrutture e industrie locali, divenendo, fra le città medio-piccole della Jugoslavia, una fra le economicamente più attive e sviluppate.

### Anni 1990
Durante gli anni novanta l'economia della città attraversò un periodo di grave crisi dovuta alla generale situazione politico-economica della regione balcanica, segnata dalla guerra e dall'instabilità politica.
Nel 1999 Užice è stata bombardata più volte dalla NATO nel corso dell'Operazione Allied Force contro la Repubblica Federale di Jugoslavia di Slobodan Milošević.
I bombardamenti più pesanti avvennero il 6 maggio 1999 quando l'Alleanza Atlantica colpì un gran numero di strade, autostrade, l'aeroporto cittadino, edifici civili e governativi. A conclusione dell'operazione di bombardamento più pesante su Užice, migliaia di cittadini sfilarono nella piazza principale per protestare contro la distruzione della città e l'uccisione di civili.

## Economia
La città presenta stabilimenti industriali attivi nei settori tessili, manifatturieri, nella lavorazione della pelli e nella metallurgia. Molte compagnie hanno deciso di costruire i loro impianti nella periferia della città, in prossimità di importanti arterie e infrastrutture quali l'autostrada, la ferrovia e l'aeroporto cittadino.
Importante è l'agricoltura: Užice esporta cibi freschi e verdura in Europa e negli Stati Uniti.
A Užice è presente una delle maggiori fabbriche europee di munizioni, Prvi Partizan. Essa venne costruita nel 1928, originariamente con il nome di FOMU. Oggi l'azienda fabbrica più di 350 tipi di munizioni ed è partner della Zastava Armi. Gli stabilimenti dell'industria sono parzialmente localizzati sulla collina che domina la città.
L'aeroporto cittadino Ponikve ha subito danni pesantissimi durante il bombardamento NATO sulla Repubblica Federale di Jugoslavia. Un progetto di ingente ristrutturazione e ricostruzione è stato avviato nel giugno 2006. L'aeroporto può vantare la seconda pista di atterraggio della Serbia (dopo quella dello scalo Nikola Tesla di Belgrado) e sarà utilizzato come scalo per le merci, i charter, le compagnie low cost, ma anche come aeroporto turistico (nei pressi di Užice sono presenti il centro turistico di Zlatibor, i Monti Tara e il frequentato villaggio di Mokra Gora).

## Cultura
Užice è un importante centro culturale della Serbia centro-occidentale. Nella piazza principale sono presenti la sede della biblioteca cittadina e il teatro; nel centro cittadino hanno sede inoltre la galleria d'arte e il museo nazionale di Užice.
A Užice sono presenti molte statue e monumenti dedicati agli eroi cittadini, in particolare nell'area orientale della città, chiamata Dovarje. Il ginnasio cittadino è una delle scuole d'istruzione superiore più antiche della Serbia. In città sono presenti numerosi istituti di istruzione primaria e secondaria.
Lo scrittore Milutin Uskoković, nativo di Užice, è generalmente riconosciuto come l'autore del primo romanzo moderno in lingua serba.
Qui nacque anche lo scrittore Ljubomir Simović.

### Musica e folclore
La musica e le tradizioni popolari dell'area di Užice sono noti a livello internazionale; particolarmente conosciuta è la musica associata alla danza tradizionale regionale Užičko kolo. Una canzone popolare molto conosciuta è “Oj Užice”, che veniva cantata nel periodo di occupazione ottomana della città. Secondo la tradizione, quando la Serbia riconquistò l'indipendenza politica (metà del XIX secolo), le donne ottomane, costrette a lasciare Užice, percorsero l'area di Terazije nel centro storico intonando la canzone dedicata alla città che un tempo avevano amato.

### Architettura
Alcuni edifici e luoghi di interesse importanti di Užice sono:
- Stari Grad, l'antica fortezza;
- Užička gimnazija, il ginnasio cittadino;
- Jokanovića kuća, residenza della famiglia di mercanti Jokanović, una delle più antiche costruzioni di Užice.

### Media
In città sono presenti le redazioni di agenzie d'informazioni, quotidiani, emittenti radiofoniche e televisive:
- quotidiani: Užicka nedelja, Vesti;
- stazioni radiofoniche: Radio Užice, Radio 31;
- stazioni televisive: TV5 Užice, TV Prima Užice, TV Lav Užice.

## Sport

### Calcio
La squadra principale della città è il FK Sloboda Point Sevojno.

### Pallacanestro
La squadra principale della città è il KK Sloboda Užice.

## Galleria d'immagini

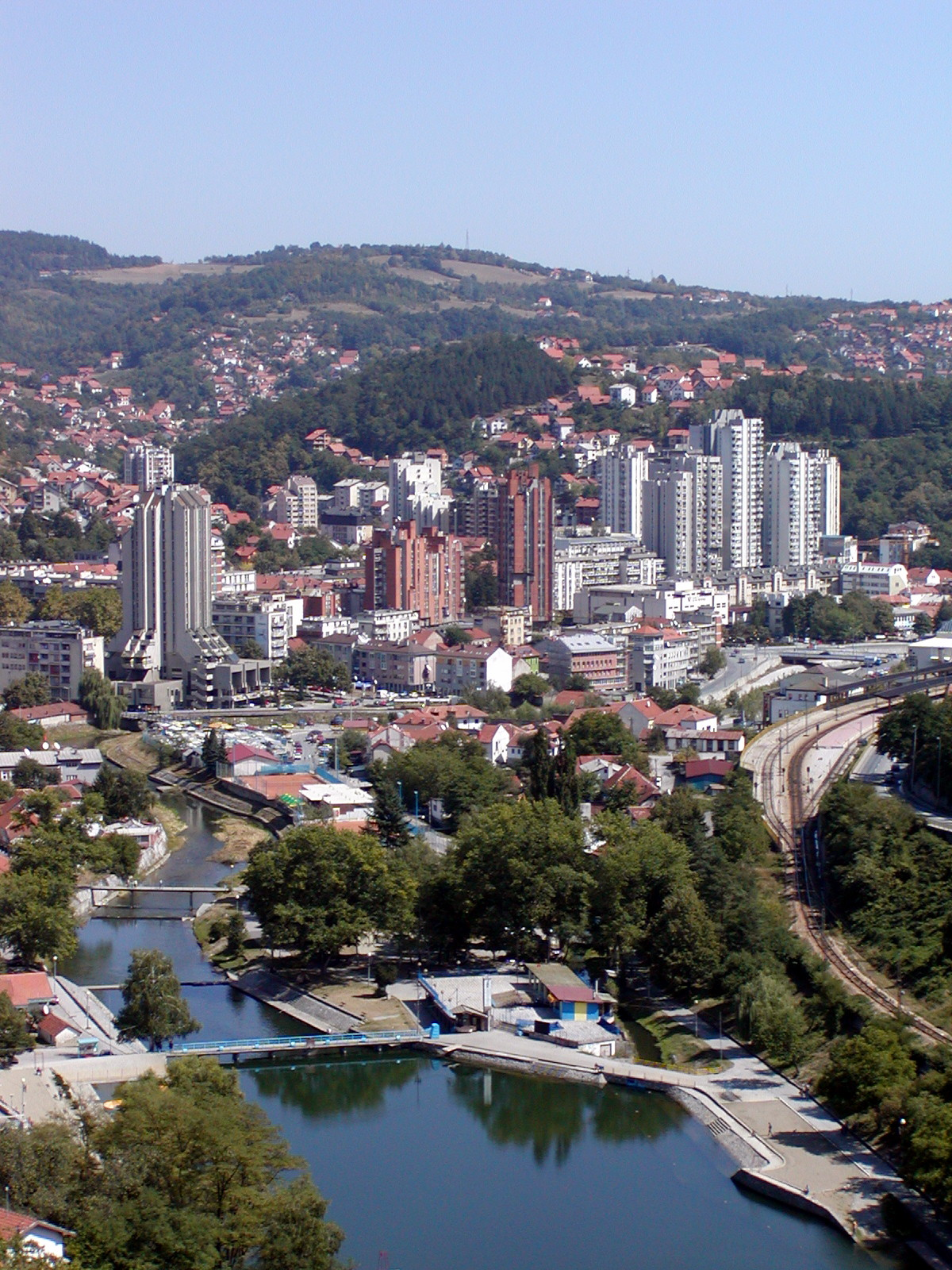
Panorama della città
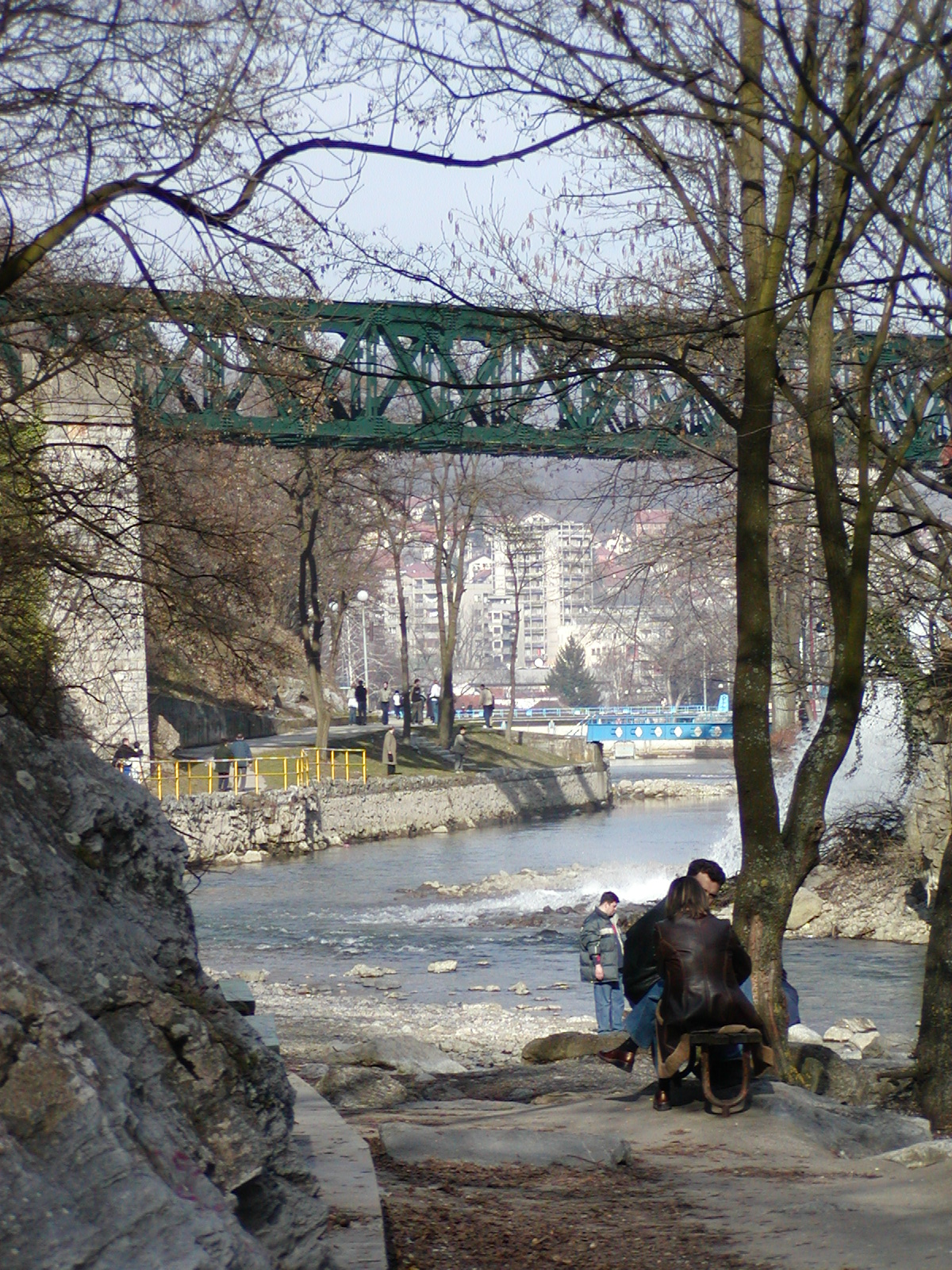
Il lago
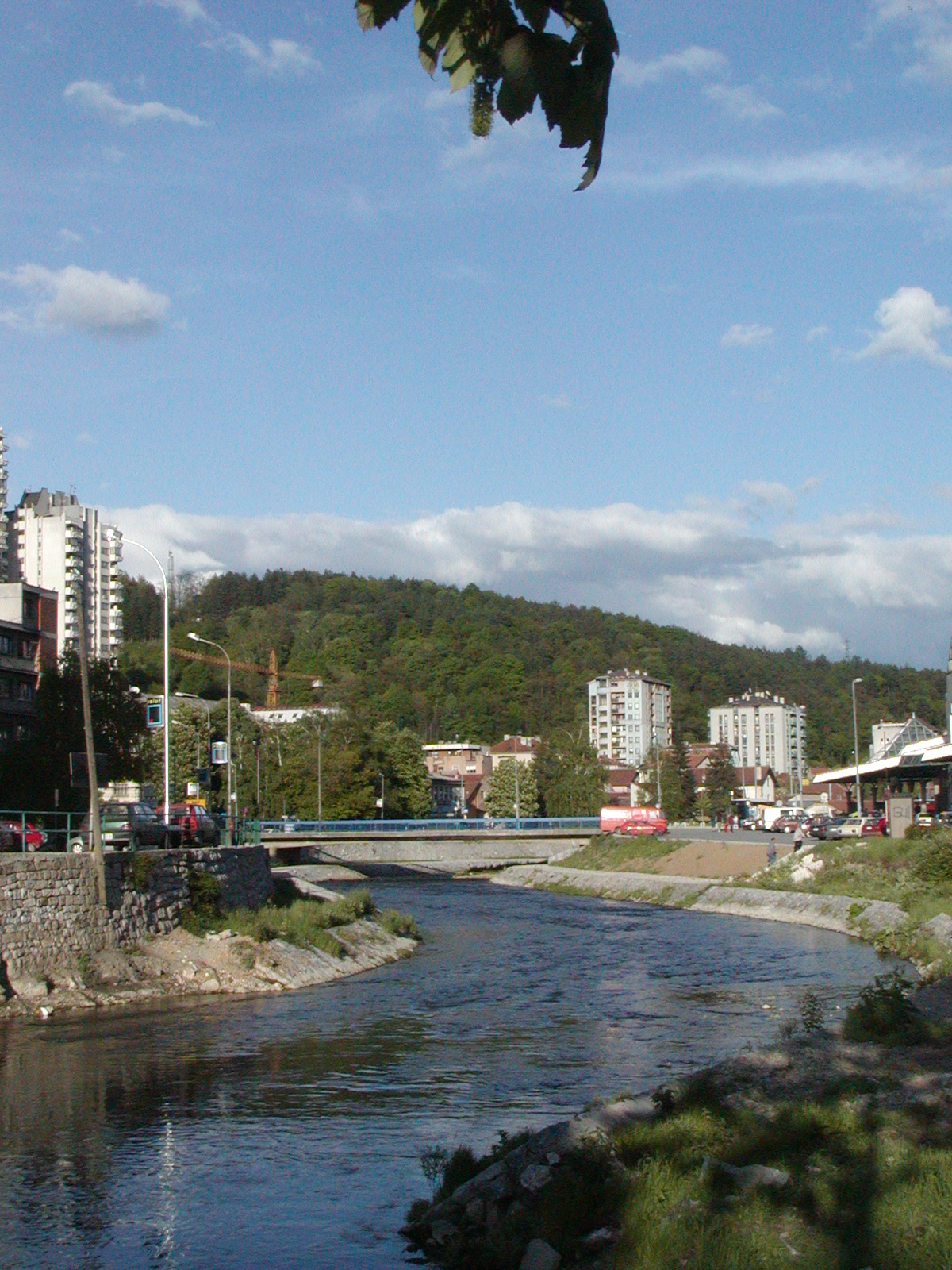
Il fiume Đetinja
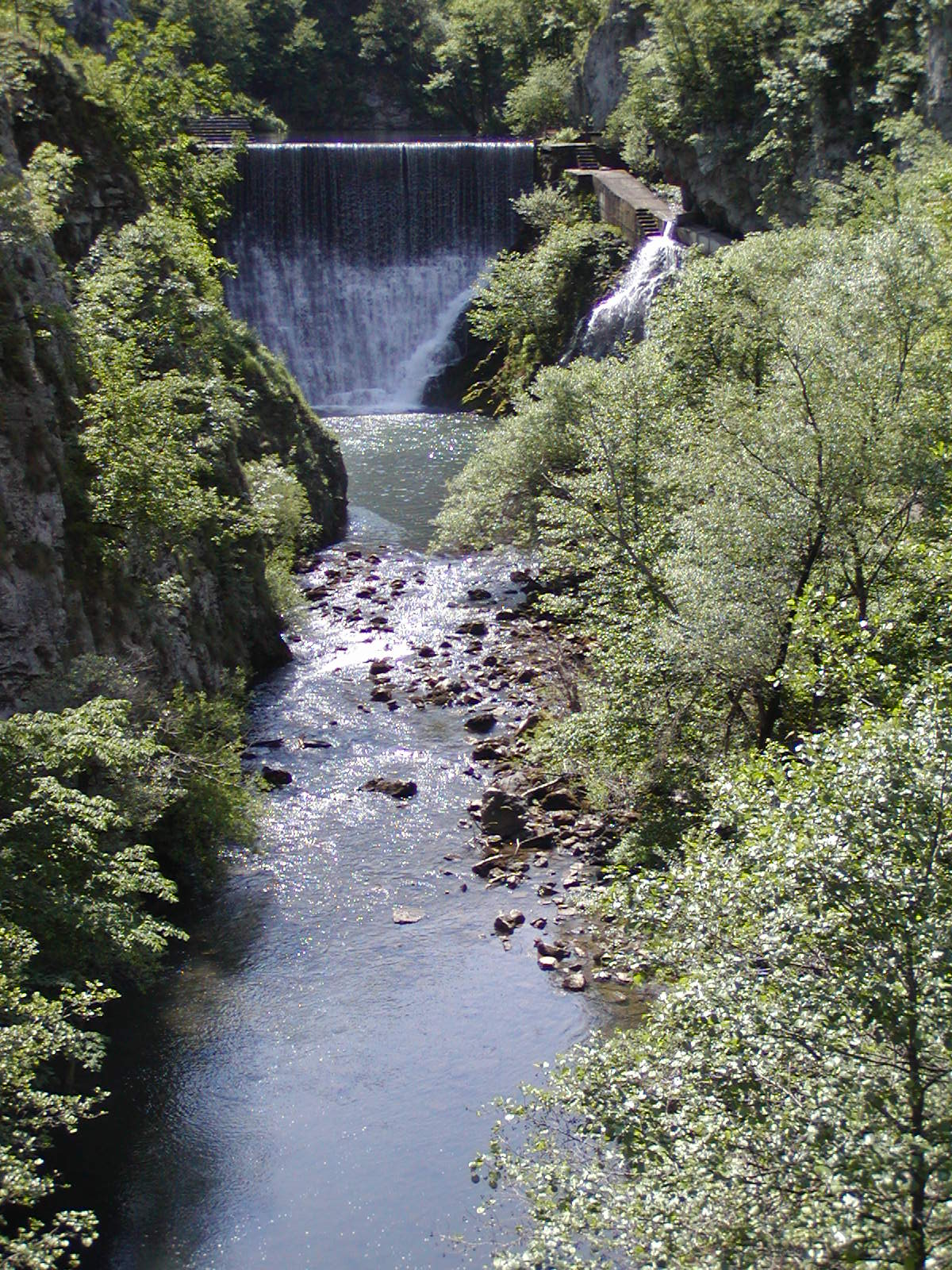
Cascata del fiume Đetinja
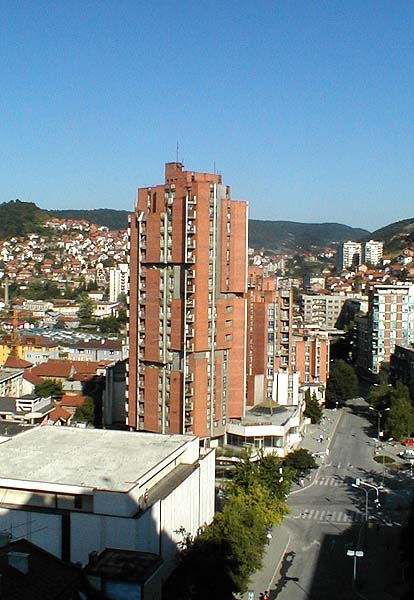
Edifici del centro cittadino
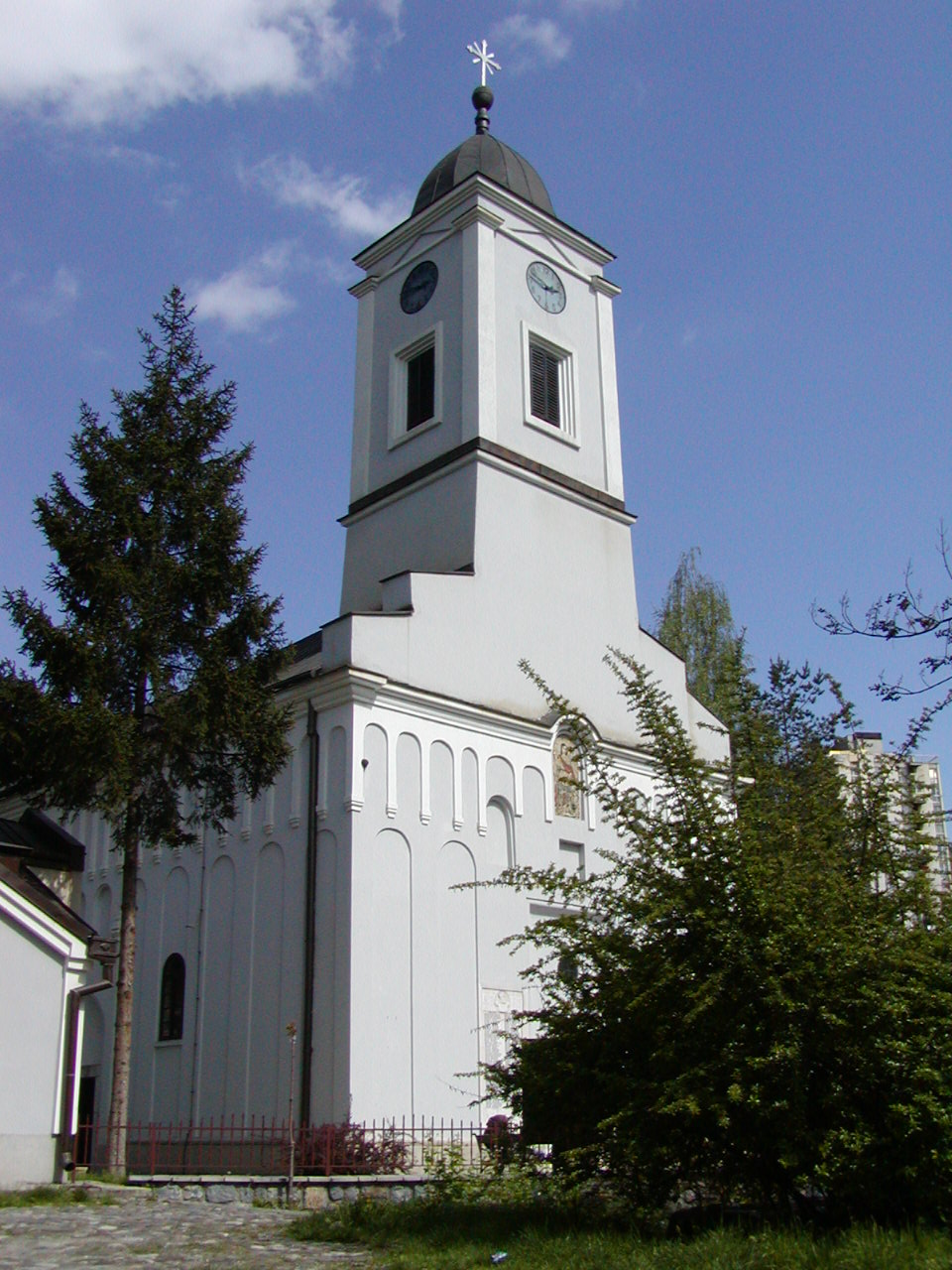
Chiesa di San Giorgio
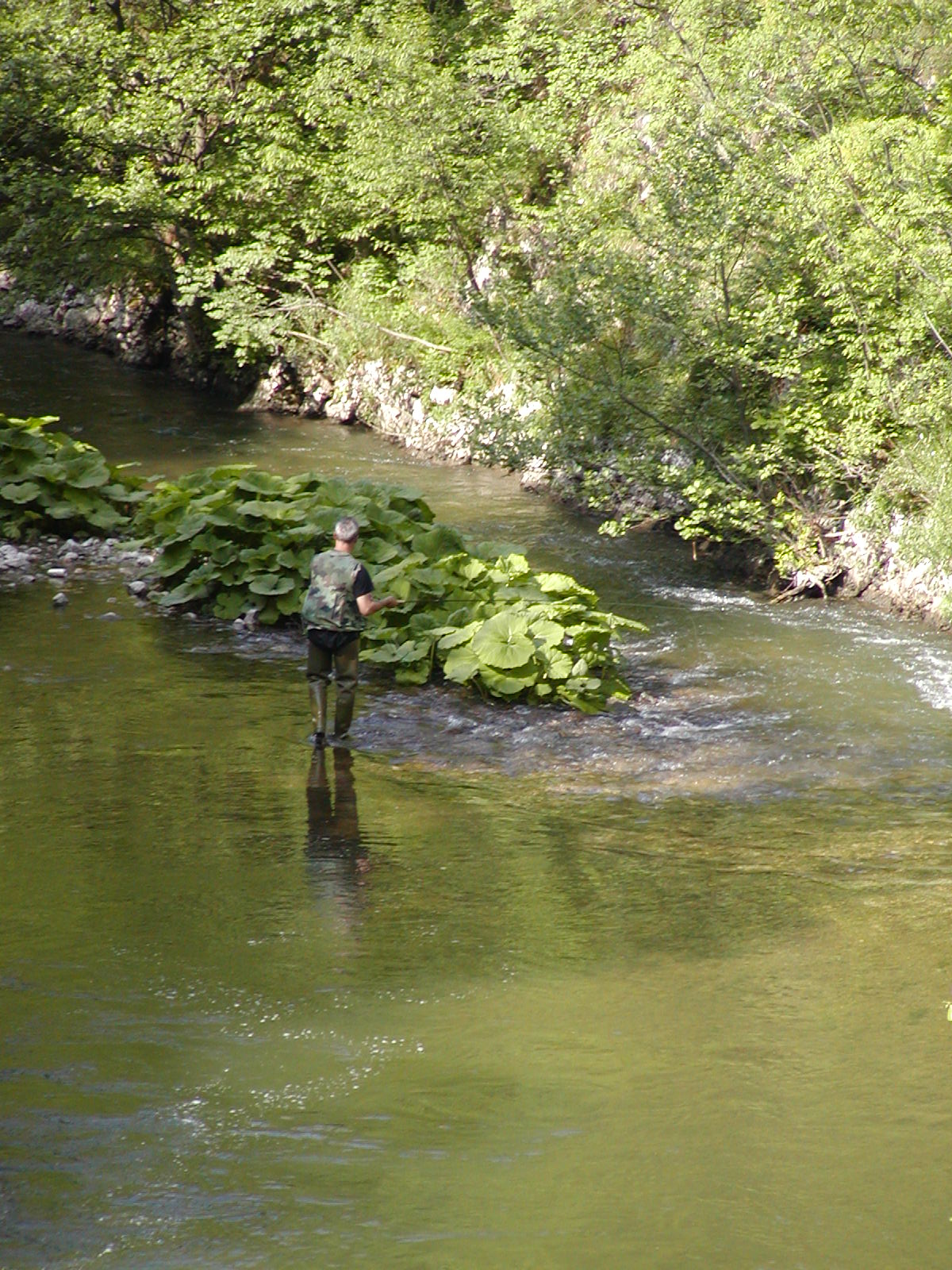
Pesca sul fiume Đetinja